# Mycosphaerella musicola
Mycosphaerella musicola är en svampart som beskrevs av R. Leach ex J.L. Mulder 1976. Mycosphaerella musicola ingår i släktet Mycosphaerella och familjen Mycosphaerellaceae.   Inga underarter finns listade i Catalogue of Life.